# 汶萊時報
《汶萊時報》（英語：The Brunei Times）曾經是汶萊第二大的英文報紙，由Brunei Times PLC企業持有，其主要競爭對手是《婆罗洲公报》。《汶萊時報》創報於2006年7月1日，2016年11月6日，《汶萊時報》突然宣布從7日起停刊，集團負責人稱因報紙的出版成版上升，停刊是出於商業考慮，但亦有報導指因《汶萊時報》的報導經常得罪達官貴人，被內政部內長下令關閉 。停刊前，《汶萊時報》从编辑部、采访部、行政到印刷，拥有超过150名员工，銷售量每日超過一萬份。